# NGC 4377
NGC 4377 é uma galáxia espiral na direção da constelação de Coma Berenices. O objeto foi descoberto pelo astrônomo William Herschel em 1784, usando um telescópio refletor com abertura de 18,7 polegadas. Devido a sua moderada magnitude aparente (+11,9), é visível apenas com telescópios amadores ou com equipamentos superiores. 